# ARA Petrel (Q-17)
El buque hidrográfico ARA Petrel (Q-17) es un SWATH actualmente en construcción en el astillero Tandanor de Buenos Aires. Fue botada en noviembre de 2022 y será una nave del Servicio de Hidrografía Naval (SHN).

## Construcción
Como buque hidrográfico su ambiente de operación será el estuario del Río de la Plata y el mar Argentino. Inicialmente fue concebido para solamente navegación en ríos, fue rediseñado para poder navegar en el mar; el Petrel sustituirá a la lancha ARA Cormorán que entró en servicio en 1964. Fue botada el 10 de noviembre de 2022, amadrinada por Mónica María Elisa Fiore, oceanógrafa del SHN.

### Características
SWATH de 205 t de desplazamiento, 30 m de eslora, 9,6 m de manga y 2,1 m de calado; propulsión de dos motores diésel Scania de 450 hp c/u (velocidad 12 nudos).

## Su nombre
Es la segunda nave de la Armada Argentina en llevar el nombre Petrel; la primera fue una lancha asignada en 1965.